# Angklung
Angklung je glazbeni instrument iz sundske regije u zapadnoj Javi u Indoneziji izrađen od različitog broja bambusovih cijevi pričvršćenih na bambusov okvir. Cijevi su rezbarene kako bi imali rezonantni nagib pri udaru i podešene su na oktave. Osnova okvira drži se jednom rukom, dok druga ruka trese instrument, što uzrokuje zvuk ponavljajući note. Svaki izvođač u angklung ansambl je obično odgovoran za samo jedan ton kako bi konačna melodija bila ujednačena. Angklung je popularan u cijelom svijetu, a nastao je na području današnjih pokrajina Indonezije u Zapadnoj Javi i Bantenu. su. angklung i njegova glazba važni su dio kulturnog identiteta sundskih zajednica na Zapadnoj Javi i Bantenu. Sviranje angklunga kao orkestra zahtijeva suradnju i koordinaciju, a vjeruje se da promiče vrijednosti timskog rada, uzajamnog poštovanja i društvene harmonije.
18. studenog 2010., UNESCO je priznao indonezijski angklung kao nematerijalnu svjetsku baštinu i ohrabrio indonezijski narod i indonezijsku vladu da čuvaju, prenose, promoviraju izvedbe i potiču obrtništvo angklunga.